# Pseudotraquet indien
Copsychus fulicatus
Espèce
Statut de conservation UICN

 LC  : Préoccupation mineure
Le Pseudotraquet indien (Copsychus fulicatus, anciennement Saxicoloides fulicatus) est une espèce de passereaux de la famille des Muscicapidae.

## Taxonomie
S'appuyant sur diverses études phylogéniques, le Congrès ornithologique international (classification version 4.1, 2014) déplace cette espèce, alors placée dans le genre monotypique Saxicoloides Lesson, 1831, dans le genre Copsychus.
synonymes
- Saxicoloides fulicata
- Saxicoloides fulicatus

## Répartition et habitat

Aire de répartition approximative des sous-espèces de Pseudotraquet indien